# Rechtbank Amersfoort

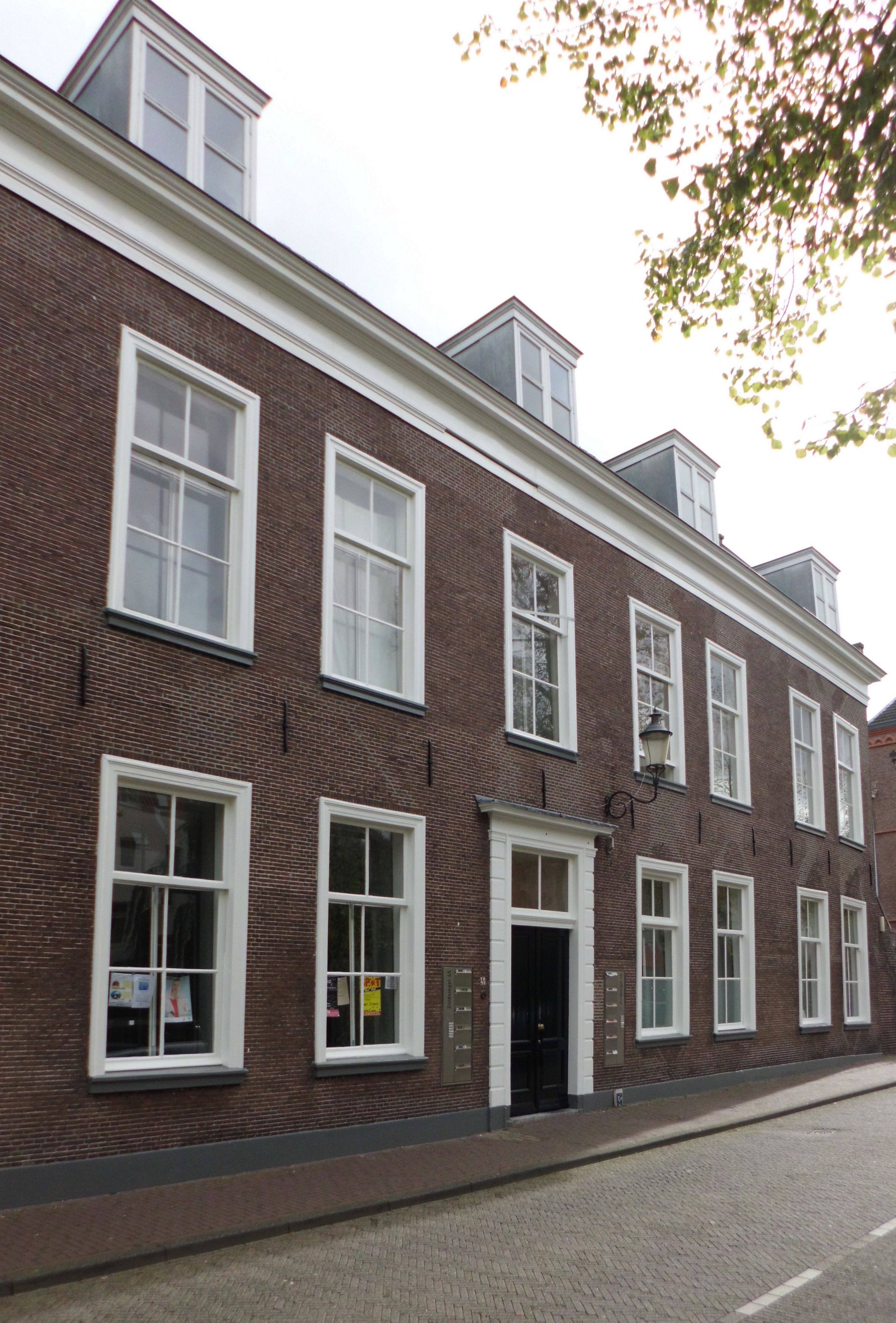
De Stadsdoelen, tot 1877 zetel van de rechtbank

De rechtbank Amersfoort was van 1838 tot 1877 een arrondissementsrechtbank in Nederland. Amersfoort was het tweede arrondissement in de provincie Utrecht. Hoger beroep kon worden ingesteld bij het provinciaal hof in de stad Utrecht. Het arrondissement Amersfoort was verdeeld in de kantons: Amersfoort, Wijk bij Duurstede en Rhenen. Amersfoort werd bij de eerste grote herindelingsoperatie in 1876-77 weer opgeheven. Het arrondissement werd in zijn geheel bij het arrondissement Utrecht gevoegd. De rechtbank was gevestigd in de voormalige Stadsdoelen aan de Zuidsingel.